# 托马齐纳
托马齐纳是巴西巴拉那州的一个市镇。总面积591.436平方公里，总人口8920人，人口密度15.1人/平方公里。